# لوفتفافه فليغيرفورر
فليغيرفورر مقرًا مؤقتًا لوحدات سلاح الجو كجزء من تنظيم لوفتفافه في الحرب العالمية الثانية.

## فليغيرفورر
- Fliegerführer: فليغيرفورر: قيادة جوية منطقة محددة
- Eismeer: إسمي: المحيط المتجمد الشمالي
- Nordmeer: نوودميه: المحيط المتجمد الشمالي
- Nord (Ost): نورد (أوست): الشمال (الشرق) في النرويج
- Fliegerführer Nord: فليغيرفورر نورد: فليغيرفورر الشمال
- Nord (West): نورد (ويست): الشمال (الغرب)
- Süd: زود: الجنوب
- West: ويست: الغرب
- z.b.V. لأهداف خاصة أنظر إلى الفرق الألمانية لتعرف هذه المصطلحات التي لا تترجم.

| فليغيرفورر 1           | فليغيرفورر 2               | فليغيرفورر 3            | فليغيرفورر 4       |  |
| فليغيرفورر 5           | فليغيرفورر 6               | فليغيرفورر 200          | فليغيرفورر أفريكا  |  |
| فليغيرفورر ألبانيا     | فليغيرفورر اراد            | فليغيرفورر الأطلسي      | فليغيرفورر ايسمي   |  |
| فليغيرفورر إنجلترا     | فليغيرفورر غراتس           | فليغيرفورر العراق       | فليغيرفورر كريت    |  |
| فليغيرفورر كرواتيا     | فليغيرفورر لوفوتين         | فليغيرفورر شمال البلقان | فليغيرفورر نوودميه |  |
| فليغيرفورر نورد (أوست) | فليغيرفورر نورد            | فليغرفوهرر نورد (ويست)  | فليغيرفورر البلطيق |  |
| فليغيرفورر سردينيا     | سي-فليغيرفورر البحر الأسود | فليغيرفورر زود          | فليغيرفورر الغرب   |  |
| فليغيرفورر z.b.V.      |                            |                         |                    |  |

## ياغفليغيرفورر
فليغيرفورر، أو ياغفو، قيادة القوات المقاتلة في لوفتفلوتر أو الأساطيل الجوية.
| ياغفليغيرفورر 1            | ياغفليغيرفورر 2           | ياغفليغيرفورر 3              | ياغفليغيرفورر 4             |
| ياغفليغيرفورر 5            | ياغفليغيرفورر البلقان     | فليغيرفورر برلين             | ياغفليغيرفورر بريتاني       |
| ياغفليغيرفورر الدنمارك     | ياغفليغيرفورر دويتشه بوخت | ياغفليغيرفورر اليونان        | ياغفليغيرفورر هولندا        |
| فليغيرفورر ميته            | فليغيرفورر ميته دويتشلاند | ياغفليغيرفورر ميتيغاين       | ياغفليغيرفورر النرويج       |
| ياغفليغيرفورر شمال إيطاليا | ياغفليغيرفورر أوستمارك    | ياغفليغيرفورر بروسيا الشرقية | ياغفليغيرفورر باريس         |
| ياغفليغيرفورر رومانيا      | ياغفليغيرفورر سيليزيا     | ياغفليغيرفورر صقلية          | ياغفليغيرفورر زود دويتشلاند |
| ياغفليغيرفورر جنوب فرنسا   | ياغفليغيرفورر المجر       |                              |                             |